# Béla Réthy
Béla Réthy (Vienna, 14 dicembre 1956) è un giornalista tedesco di origine ungherese.

## Carriera
Réthy è un giornalista e commentatore sportivo di ZDF. Inizialmente si è occupato di motociclismo. Dal 1991 ha iniziato a commentare le partite di calcio, in particolare le partite internazionali della nazionale tedesca e della Bundesliga.
Ha commentato anche i Campionati europei e mondiali di calcio.